# ایتو سوکه‌تاکا
ایتو سوکه‌تاکا ((به ژاپنی: 伊東 祐兵 Itō Suketaka); ۲۲ فوریهٔ ۱۵۵۹ – ۱۶ نوامبر ۱۶۰۰) یک دایمیو و سامورایی در دوره سنگوکو و دوره آزوچی-مومویاما، اهل ژاپن بود. وی یکی از فرماندهان در تهاجم ژاپن به کره (۱۵۹۸–۱۵۹۲) بود. در نبرد سکیگاهارا شرکت نداشت و در اوساکا در سال ۱۶۰۰ به علت بیماری درگذشت.